# Gábor Zavadszky
Gábor Zavadszky, né le 10 septembre 1974 à Budapest et mort le 7 janvier 2006 d'une embolie, est un footballeur international hongrois. 
Milieu de terrain du MTK Budapest, du Ferencváros TC puis de l'Apollon Limassol, il est international hongrois et dispute la phase de qualification de l'Euro 2004 pour la Hongrie.

## Palmarès
- Championnat de Chypre : 2006